# ミュージックワークステーション
ミュージックワークステーションは、シンセサイザーの一種類の名称。

## 概要
一般的なシンセサイザーは音色の合成や鍵盤演奏を目的とするが、ミュージックワークステーションはそれだけにとどまらず、楽曲データ (MIDI) の自動演奏や、その演奏データの作成も可能にしたシンセサイザーのことを指して用いられる。別名オール・イン・ワン・シンセサイザー。
ミュージックワークステーションの大多数は前述の通りMIDIデータしか扱えないが、コルグ・TRINITYシリーズやKORG TRITON STUDIOなど録音機能も備え、生音も取り込み可能な機種もあり、ヤマハ・MOTIFシリーズやローランド・Fantomシリーズなどサンプリング機能も装備したものもある。

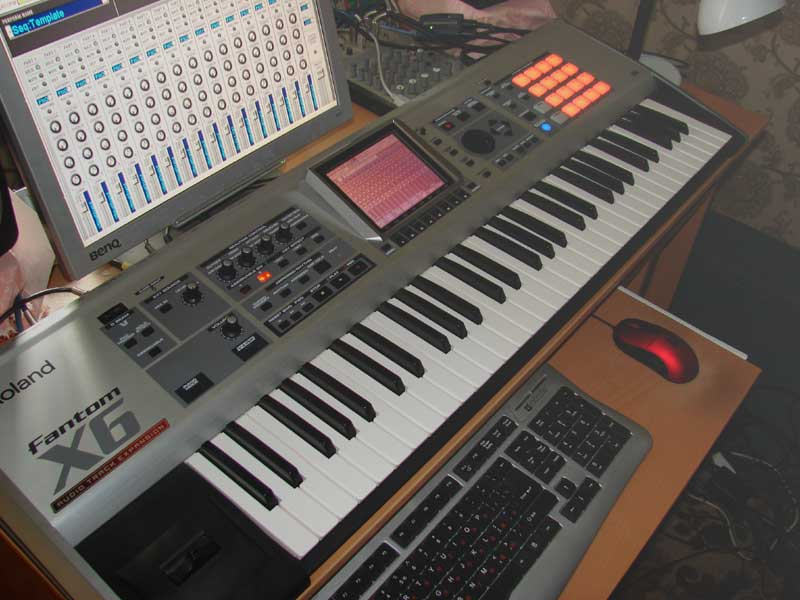
Roland Fantom X6

また音色を加工できるという点では通常のシンセサイザーと同じであるが、複数の音色を重ねる（レイヤー）ことや鍵盤上の特定のキーを境に音色の指定を分ける(スプリット)が可能であることが多い。この機能が搭載された事により、一台のみでも厚みのある音色や、複雑な音色を作り出す事が容易になった。

## 歴史

### 黎明期～発展期

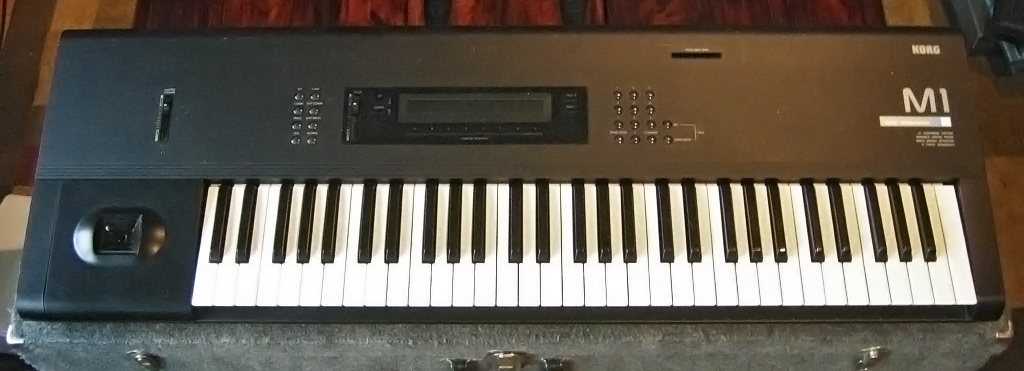
KORG M1

音楽制作やライブ演奏を楽器一台で完結できる「音楽制作マシン」のアイデアは、初期の高価なコンピュータ楽器以来 (シンクラビア、フェアライト)、多くの製品が目指してきた。このアイデアをもっともバランスよく実現し初めて大きなヒットを飛ばしたのは、1988年発売のコルグ M1である。シンセサイザーに自動演奏再生・録音機能であるシーケンサーと、音色を加工できるエフェクターを搭載し、ボーカルなど生音以外は一台のシンセサイザー内で完結できるようにした。その結果、シンセサイザーが楽曲制作ツールとなり、キーボーディスト以外のギタリストやベーシストにも多く使用されるようになった。M1のヒットにより、各社が競ってミュージックワークステーションを発表した。90年代以降、物理モデル音源など特殊な音源方式を持ったシンセサイザーや、ライブ仕様に特化したシンセサイザー、DTMやDAW用としてPCと接続して使うことを目的に設計されたシンセサイザー以外は殆どこのタイプのシンセサイザーとなっている。ヤマハのV50、SY99、B200などFM音源を搭載した機種も稀にあるが、大多数のミュージックワークステーションはPCM音源を搭載している。

### 近年の状況

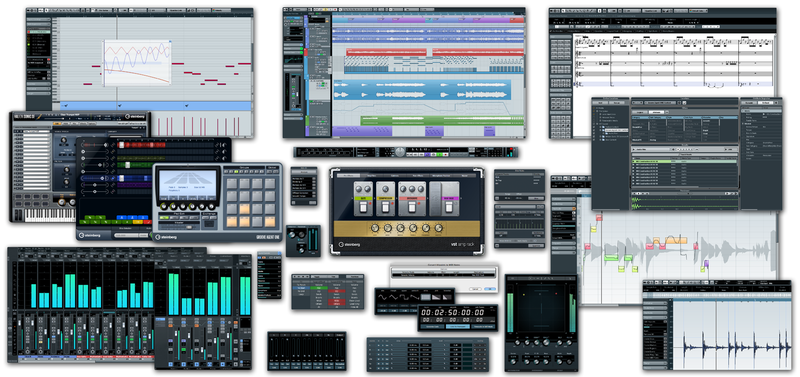
ソフトウェアDAW環境 (Cubase 6)

2000年代以降、PCが高性能化してソフトウェアDAW環境が実用の域に達すると、それまでコンピュータ導入に積極的ではなかった平均的な音楽製作現場でも、DAW上のソフトウェア楽器が徐々に使用されるようになった。一般にPC上のDAW環境は、PCプラットフォームの急速な発達(演算能力や記憶容量)に伴って利便性や使い勝手が向上する傾向にある。一方、従来のミュージックワークステーションは古くて高価な専用アーキテクチャに束縛されやすく、利便性の相対的低下に伴って売上も低迷し、一部メーカーではラインナップの淘汰や廃止、あるいは撤退を余儀なくされている(例:YAMAHA・EOSシリーズ、ローランド・Fantomシリーズ）。

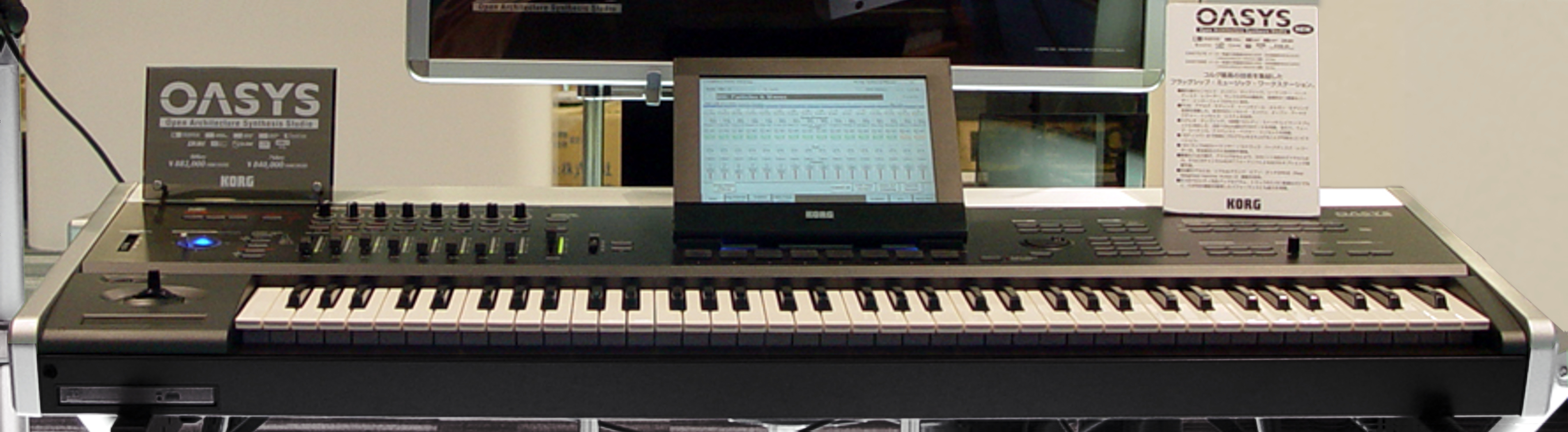
KORG OASYS

他方、PC/DAW環境特有の問題 — 日常使用やライブ時の取り回しの煩雑さ、周辺機器の相性問題、ソフトウェア単体製品のクラッキングされ易さ — を考慮し、一体型ハードウェアの利点を活かした、新たなミュージックワークステーション製品も登場している。2000年代後半に登場したコルグ・OASYSとKRONOSは、PC/Linuxプラットフォーム上のソフトウェア・アーキテクチャを採用し、ソフトウェアの追加やアップデートによる機能向上が可能となっている。また Open Labs Nekoのように、PCやタッチパネル/コントローラ/周辺機器を一体型シャーシにまとめ、ユーザが市販ソフトウェアをインストールするスタイルのオープン・アーキテクチャ・プラットフォーム製品も登場している。

### アレンジャー・ワークステーション
このほか海外では、「アレンジャー・ワークステーション」と呼ばれる 自動伴奏機能付きシンセサイザー が高い人気を集めている。この製品ジャンルは、自動伴奏機能付き電子オルガンやそこから派生したホーム・キーボード(アレンジャー・キーボード)の シンセサイザー版発展機種 に相当し、ホーナー PK-250 (1985)等の登場で市場に認知され、他メーカ(国内各社、Technics、Generalmusic 等)も即座に市場参入して一大製品ジャンルへと成長した。草分けのホーナー製品の設計は、初期はヒルウッド/ファーストマンの森岡一夫、中期にはWaldorfのAxel Hartmann (The Waveや Neuronの設計者)が担当した。代表的機種としては、ヤマハ・ポータトーンPSRシリーズ上位機種やその派生機種Tyrosシリーズ、高度な音楽生成機能で知られるKORG KARMA (OASYS、KRONOSにも搭載)などが知られている。

## 主な機種

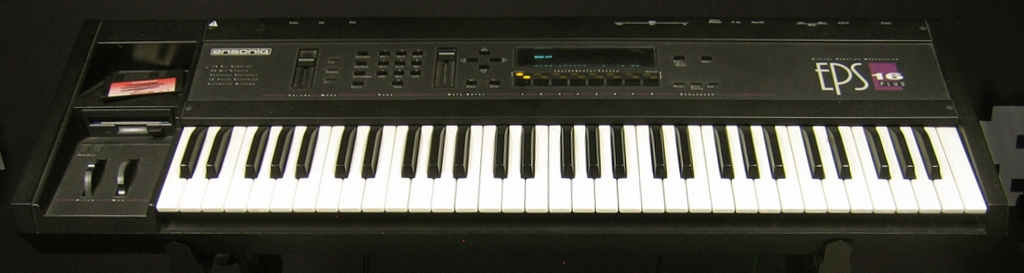
Ensoniq EPS-16+

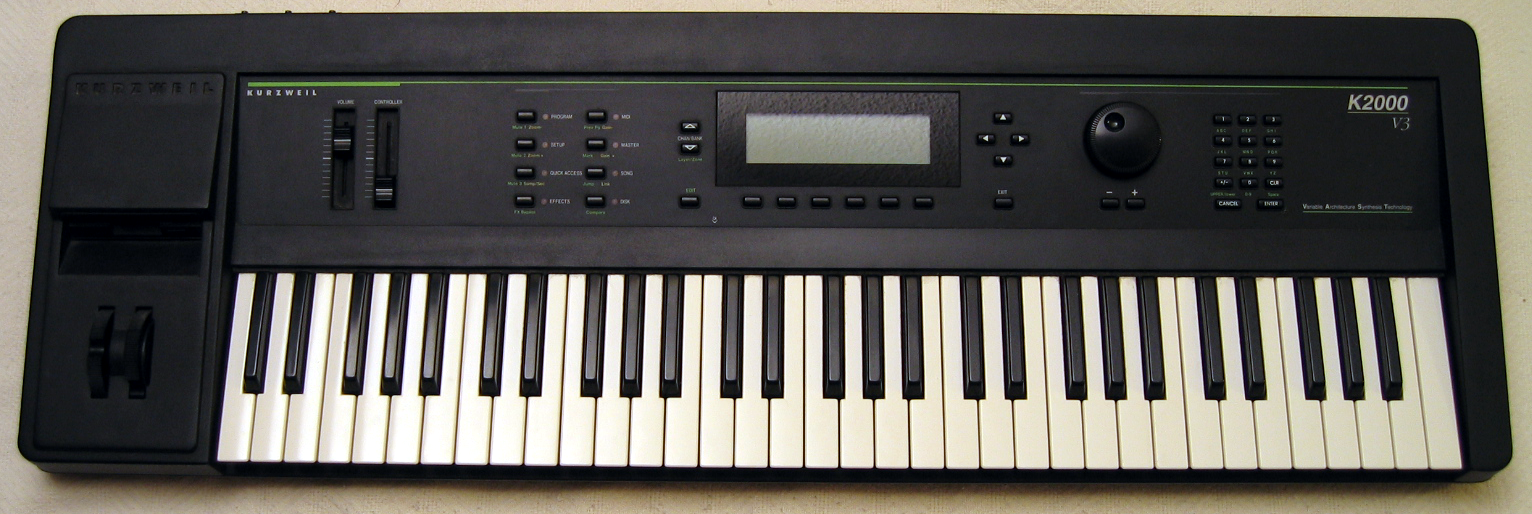
Kurzweil K2000

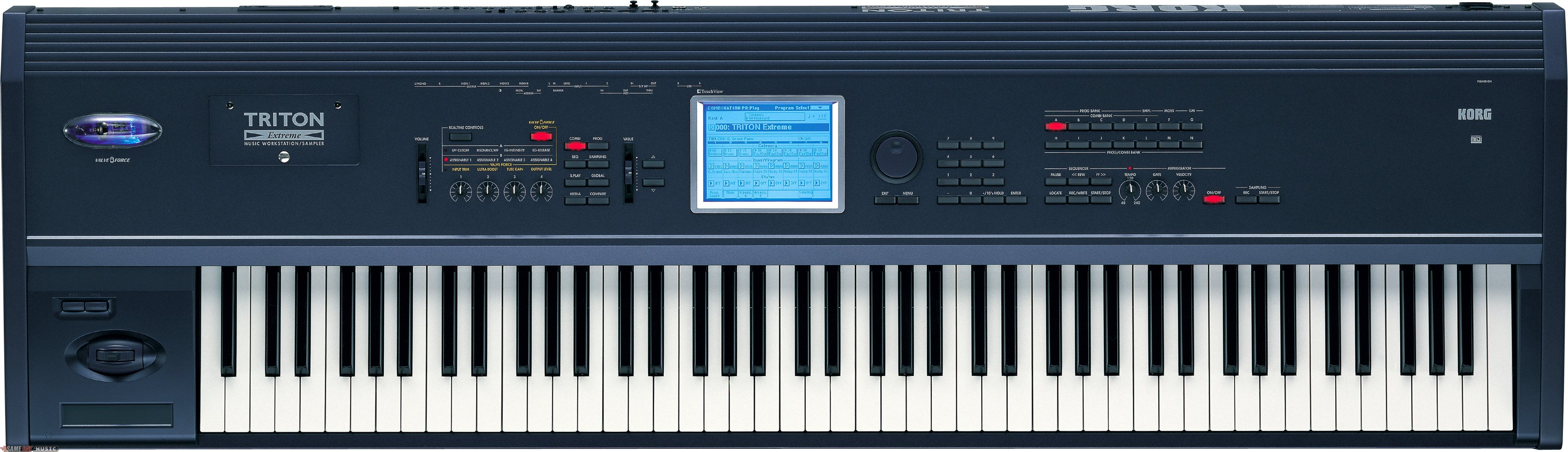
KORG TRITON Extreme

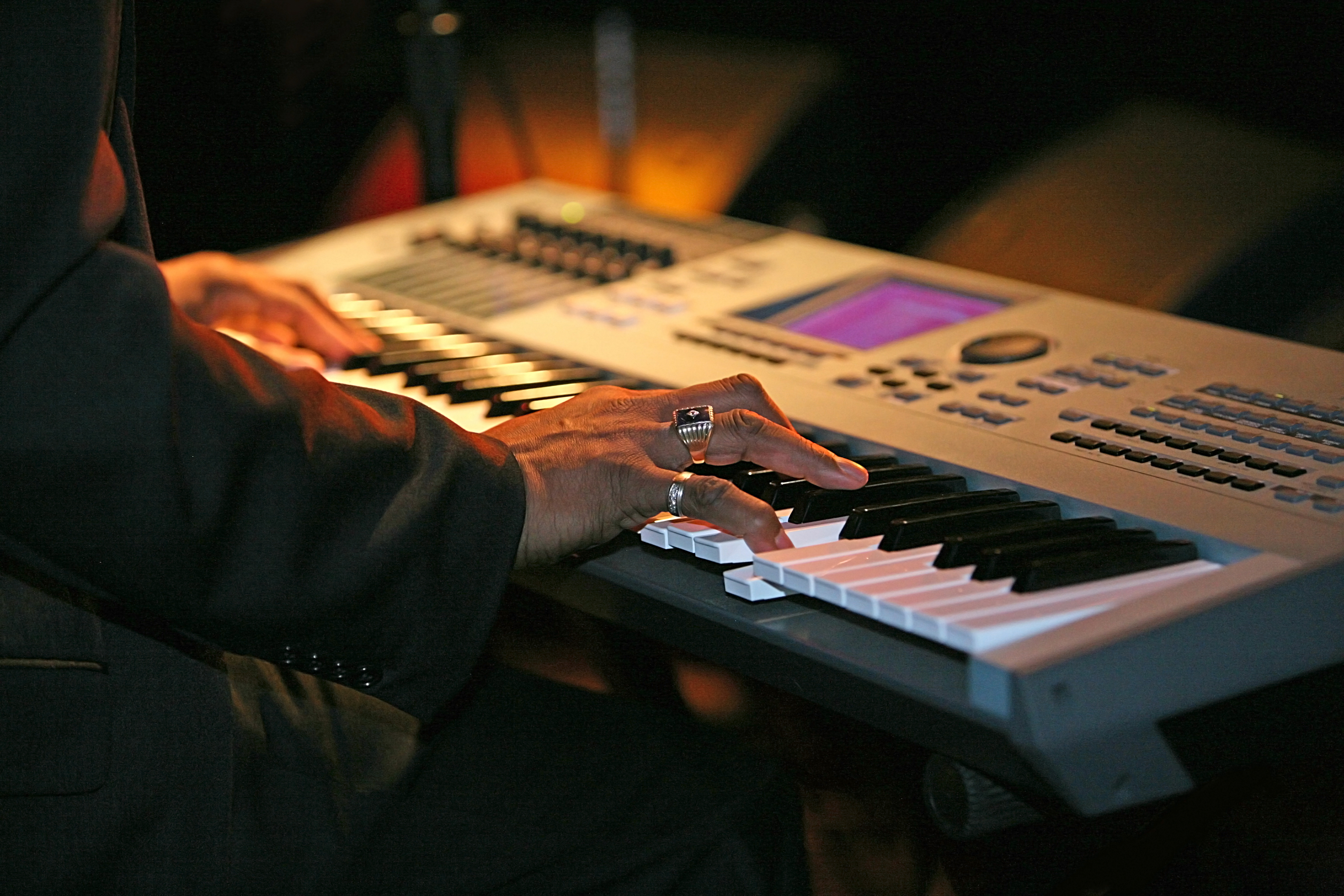
YAMAHA MOTIF

Ensoniq	
EPS-16+
ASR-10
TS-10
MR-61
ZR-76
Kurzweil	
K250
K2000
K2500
K2600
KORG		
M1
M3
01/W
TRINITY
TRITON
KARMA
OASYS
KRONOS
New England Digital
Synclavier
Fairlight
Fairlight CMI
Roland
JV-1000
XP-80
Fantom
YAMAHA		
SY99
W7/W5
EX5
ヤマハ・MOTIFシリーズ
ヤマハ・EOSシリーズ
ヤマハ・Tyrosシリーズ